# Посёмковичи
Посёмковичи (бел. Пасёмкавічы), до 1958 г. Гавеновичи (бел. Гавенавічы)  — деревня в Холопеничском сельсовете Крупского района Минской области Республики Беларусь.

## Географическое положение
Деревня расположена в 5 км к юго-западу от города Новолукомль. Территория деревни условно разделена дорогой Столбцы ─ Новолукомль (Н3815) на две части: одна примыкает к берегу Лукомского озера, а вторая находится на противоположной стороне.

## История
В 1676 году упоминается как деревня Посниковичи в Оршанском повете ВКЛ.
Перед Великой Отечественной войной в деревне насчитывалось 34 дома, в которых проживало 188 человек. Во  время войны было разрушено 27 домов. Позже деревня была восстановлена.

## Транспорт
Посёмковичи имеют транспортное сообщение с Новолукомлем посредством асфальтированной автомобильной дороги Столбцы ─ Новолукомль (Н3815). К автомагистрали М1 ведут дороги Мелешковичи ─ Клишино (Н8689), Черея ─ Холопеничи (Н3802) и Холопеничи ─ Крупки (Н8715).
Из Новолукомля в Посёмковичи ходит рейсовый автобус.

## Население
По данным на 1910 год деревня насчитывала 27 дворов, в которых проживало 184 человека.
По результатам переписи 2019 года в деревне проживает 12 человек.

## Достопримечательности
Одним из примечательных мест Посёмковичей ранее являлся приход храма Святых мучениц Минодоры, Митродоры и Нимфодоры принадлежавший Минской епархии.

## Туризм и отдых
Деревня является популярным местом досуга и активного отдыха многих горожан благодаря своему местоположению. Летом Посёмковичи привлекают любителей рыбалки и водного туризма, катания на гидроцикле, водных лыжах, вейкборде и катамаране со всей Беларуси. Зимой в деревню приезжают в основном любители зимней рыбалки.
Также в Посёмковичах находится агроусадьба, которая расположена в начале деревни, рядом с озером.